# Viuda india
La Viuda india (título completo The Widow of an Indian Chief Watching the Arms of her Deceased Husband) es una pintura de Joseph Wright, completada a finales de 1783 o a principios de 1784 y expuesta al público por primera vez en 1785. El cuadro se encuentra en el Derby Museum and Art Gallery, Derby.